# ایندیان لند (کارولینای جنوبی)
ایندیان لند (به انگلیسی: Indian Land) یک منطقهٔ مسکونی در ایالات متحده آمریکا است که در کارولینای جنوبی واقع شده‌است.